# Замойский под Бычиной
«Замойский под Бычиной» (пол. Zamoyski pod Byczyną) — картина польского художника Яна Матейко на исторический сюжет, созданная в 1884 году. Её оригинал утрачен.
На картине изображён один из центральных эпизодов Первой войны за польское наследство 1587—1588 годов: после поражения при Бычине эрцгерцог австрийский Максимилиан, претендовавший на корону Речи Посполитой, сдаётся гетману Яну Замойскому.